# پوند استرلینگ

اسکناس ۵۰ پوندی انگلستان

پوند استرلینگ (به انگلیسی: Pound sterling) یا به‌طور کوتاه پوند، واحد پول پادشاهی بریتانیا است. پوند استرلینگ به‌طور معمول با نماد £ یا به‌طور رسمی‌تر با مخفف GBP نمایش داده می‌شود.
واحد کوچک‌تر پوند پنی (به انگلیسی: Penny) نام دارد
، مجموع صد پنی برابر بایک پوند است.
پوند یکی از قوی‌ترین و با ارزشترین ارزها است. نام مستعار این یکای پول در انگلستان کویید (به انگلیسی: Quid) می‌باشد.
پوند استرلینگ که بر اساس اسناد معتبر، قدیمی‌ترین یکای پول در حال استفاده جهان است، در بخش عمده‌ای از تاریخ انگلستان و بعدها بریتانیا، در گردش بوده‌است.
پوند انگلیس، جزء ده پول قدرتمند دنیا در سال 2023 معرفی شده است.

## ریشه‌های اروپایی

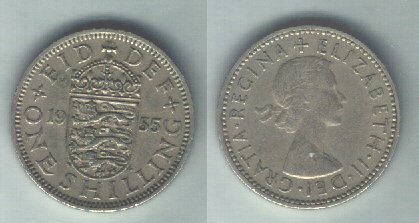
سکه های پوند استرلینگ 2006

پوند استرلینگ بخش جدایی ناپذیری از هویت انگلیسی-بریتانیایی است، اما ریشه‌های آن به اروپا بازمی‌گردد. نام آن از کلمه «لیبرا» استخراج شده که در زبان زبان لاتین به معنای وزن یا تعادل است. از این ریشه عبارت «لیبرا پوندو» ساخته شد که به معنای یکای وزن پوند است.
استفاده از کلمه «لیبرا» قرن‌ها است که در زبان رایج در قلمرو بریتانیا منسوخ شده‌است ولی حضور آن به اشکال مختلف در نشانه‌های مربوط به یکای پول و یکای وزن ادامه یافت. به عنوان مثال علامت £ که نماد یکای پول بریتانیا است از آن الهام گرفته شد یا حرف اختصاری پوند یکای وزن مرجع در سیستم اوزان بریتانیایی lb است.
ارتباط نمادین این یکای پول با یکای وزن در بریتانیا تصادفی نیست، چون در اصل ارزش یک پوند معادل یک پوند (۴۵۳٫۵ گرم) نقره بوده‌است. با الهام از روش تقسیم «لیبرا» در روم باستان به یکاهای کوچکتر یعنی «سولیدوس» و «دناریوس»، پوند یکای پول بریتانیا نیز به ۲۰ شیلینگ و ۲۴۰ پنی تقسیم می‌شد.
سیستم مشابهی نیز در دوران پادشاهی شارلمانی بر قلمرو فرانک (بخشی از فرانسه امروزی) برقرار بود. یکای پول آن‌ها «لیوره» نام داشت که به ۱۲ سوس و ۲۴۰ دنیئرز تقسیم می‌شد.

## روند تکامل
اسناد تاریخی نشان می‌دهد که اوفا، یکی از پادشاهان انگلوساکسون در نیمه دوم قرن هشتم میلادی سیستم پول مشترک را در بخش‌های مرکزی و جنوبی انگلستان تثبیت کرد. در این دوران اولین سکه‌های نقره‌ای پنی انگلیسی زیر نظر وی ضرب شد که رویش نام او حک شده‌است.
در عمل، وزن این سکه‌ها بسیار متفاوت بود ولی بر اساس آن سیستم پولی، ۲۴۰ سکه پنی معادل یک پوند تلقی می‌شد. در آن دوران سکه‌های با ارزش تر از پنی ضرب نمی‌شد و واحدهای با ارزش تر مثل شیلینگ و پوند به صورت مجازی فقط در حساب و کتاب مورد استفاده بودند.
اولین بار سکه پوند در سال ۱۴۸۹ در دوران پادشاهی هنری هفتم به بازار آمد. در آن زمان به آن می‌گفتند سکه فرمانروا. سکه شیلینگ نیز اولین بار در سال ۱۵۰۴ ضرب شد. پول اسکناس به فاصله کوتاهی پس از تأسیس بانک مرکزی انگلستان در سال ۱۶۹۴ به گردش افتاد. در آغاز آن‌ها را با دست می‌نوشتند و طراحی می‌کردند. سکه‌های طلا از سال ۱۵۶۰ به گردش درآمد و از سال ۱۶۷۲ نیز سکه‌های مسی به جمع پول‌های رایج افزوده شد.
معیار تقسیم پوند به ۲۰ شیلینگ و هر شیلینگ به ۱۲ پنی تا سال ۱۹۷۱ ادامه داشت، تا اینکه در این سال بریتانیا نیز در سیستم پولی خود تقسیم ده‌گانه را پذیرفت و به اجرا گذاشت.

## یک هزار سال تورم
بر اساس کتاب «زندگینامهٔ پوند» به قلم دیوید سینلکیر، در سال ۹۸۰ میلادی و دوران حکومت آئتلرائد شاه با یک پوند می‌شد ۱۵ راس گاو خرید؛ ولی به گفته این مورخ، قدرت خرید یک پوند از قرن پانزدهم تا سال ۲۰۰۰ چهارصد برابر سقوط کرده‌است.
طبق تحقیقاتی که در سال ۱۹۹۹ توسط کتابخانه مجلس عوام بریتانیا انجام شد، در فاصله سال ۱۷۶۰ تا ۱۹۹۸ قیمت‌ها در این کشور ۱۱۸ برابر شده‌است. در بخشی از این تحقیقات گفته می‌شود: "بنابراین در سال ۱۷۵۰ قدرت خرید یک پنی از قدرت خرید یک پوند در سال ۱۹۹۸ بیشتر بوده‌است. بخش اعظم این تورم از سال ۱۹۴۵ تاکنون اتفاق افتاده‌است.

## سقوط
در طول تاریخ اقدامات بسیار سختگیرانه و گاه خشونت باری برای حفظ کیفیت سکه‌ها و پول رایج در بریتانیا انجام شده‌است. پروفسور نیکلاس میهیو، کارشناس تاریخ پوند می‌گوید که هنری یکم، پادشاه انگلستان در اواخر قرن یازده و اوایل قرن دوازدهم میلادی مسئولان ضرب سکه را که حساب آن‌ها دقیق نبود اخته می‌کرد.
به گفته دیوید سینکلیر در سال ۱۱۲۴ میلادی نیمی از ضاربان سکه در انگلستان به خاطر اینکه سکه‌های تولید شده توسط آن‌ها کیفیت مطلوب را نداشت یا به خاطر اینکه سکه‌های تقلبی تولید کرده بودند به دستور پادشاه مثله شدند.
واژه استرلینگ پس از فتح انگلستان توسط شاهان نورماندی رایج شد و در ابتدا این عبارت فقط به سکه‌های پنی گفته می‌شد و نه پوند. اما در مورد ریشه این واژه اطلاعات مشخصی در دست نیست. شاید از واژه «استرلین» گرفته شده باشد که در زبان نرمان‌ها به معنای ستاره کوچک بود یا حتی از یک واژه زبان عربی به معنای پول.
هنری دوم کیفیت سکه‌های رایج در بریتانیا را بهبود داد و از سا ل ۱۲۸۲ و دوران پادشاهی ادوارد اول مراسم ویژه‌ای در دربار برای سنجش کیفیت سکه‌ها به اجرا گذاشته شد که تا امروز ادامه دارد.
برای افزایش استحکام و دوام بهتر سکه‌ها، میزان نقره موجود در آن به ۹۲٫۵ درصد کاهش یافت و نقره با این درصد از خلوص بعدها به عنوان نقره استرلینگ تثبیت شد.
هنری هشتم در دوران حکومت خود برای بهره گرفتن بیشتر از نقره موجود در خزانه پادشاهی به حد قابل ملاحظه‌ای از نقره موجود در سکه‌های ضرب شده کاست که در تاریخ به عنوان خواری بزرگ از آن یاد می‌شود.
ملکه الیزابت اول در سال ۱۵۹۰ ارزش حقیقی سکه‌ها را به آن بازگرداند و همین عیار و وزن تقریباً تا قرن نوزدهم ادامه یافت. از حوالی سال ۱۶۶۰ ضرب سکه توسط ماشین آغاز شد و طراحی سکه‌ها به شکلی درآمد که کسی نتواند از لبه‌های آن‌ها چیزی بکند.
یکی از اهانت‌هایی که سکه‌های نقره در طول تاریخ به جان خریده‌اند، کنده شدن تکه‌ای از لبه آن‌ها است. برخی با کندن تکه‌ای از لبه سکه‌ها در حقیقت چند گرم نقره به جیب زده و سکه‌های در گردش را به مرور بی‌ارزش می‌کردند. اعمال مجازات‌های شدید در مورد کسانی که تقلب می‌کردند ادامه یافت. در یک مورد اسحاق نیوتن که دوره‌ای ریاست ضرابخانه سلطنتی را برعهده داشت، فردی را به جرم ضرب سکه‌های تقلبی دستگیر کرده و مجرم گردن زده شد.
از آن زمان تلاش‌های گسترده و اقدامات مهمی برای حفظ ارزش استرلینگ صورت گرفته‌است که از جمله آن‌ها می‌توان به سیستم موسوم به برتون وود یا مکانیسم اروپایی نرخ‌گذاری برای ارزها اشاره کرد؛ ولی سیستم اقتصادی غربی نرخ شناور برای تبادل ارز را ترجیح می‌دهد. به همین خاطر ارزش برابری پوند استرلینگ در حقیقت تابعی از عرضه و تقاضاست.
دولت بریتانیا سیستم پول مشترک اروپایی را نپذیرفت و به حوزه یورو نپیوست، به همین خاطر پوند استرلینگ از معدود یکاهای پول در اروپاست که هنوز به بقای خود ادامه می‌دهد.

## تاریخچهٔ تقسیم پوند به واحدهای کوچک‌تر
اکنون پوند به یکصد پنی تقسیم می‌شود اما تا سال ۱۹۷۰ پوند تقسیمات گوناگونی داشت. یک پوند برابر با ۲۰ شیلینگ بود. هر ۲ شیلینگ یکای دیگری به نام فلورین را تشکیل می‌داد؛ بنابراین هر ۱۰ فلورین یک پوند می‌شد. هر شیلینگ برابر با ۱۲ پنی بود در نتیجه یک پوند ۲۴۰ پنی می‌شد. تقسیمات یکای پول بریتانیا به این موارد محدود نبود. هر پنج شیلینگ مساوی با یک کرون بود و هر پوند به ۴ کرون تقسیم می‌شد. بین سال‌های ۱۹۶۷ تا ۱۹۷۰ این تقسیمات پیچیده حذف شدند و پوند بریتانیا به صورت ساده برابر با یکصد پنی شد.

## نامعلوم بودن آیندهاسکاتلند
پوند اسکاتلند که در حقیقت به موازات پوند استرلینگ رایج در انگلستان به حیات خود ادامه می‌داد، در سال ۱۷۰۷ و پس از تشکیل پادشاهی متحد بریتانیا، بر اساس پوند انگلستان ارزش‌گذاری شد. بانک مرکزی اسکاتلند یک سال پس از بانک مرکزی انگلستان در سال ۱۶۹۵ تأسیس شد و هنوز هم به کار خود ادامه می‌دهد و مرکز آن در شهر ادینبورگ است.
این بانک حق ضرب سکه و چاپ اسکناس‌های خود را حفظ کرده ولی ارزش این پول با یکای پول رایج در انگلستان منطبق شده‌است.
اکنون حزب ناسیونالیست اسکاتلند سعی دارد مردم آن کشور را قانع کند که در صورت استقلال آن کشور تاریخ سیصد ساله این یکای پول که قدمت آن به ۱۲۰۰ سال قبل برمی‌گردد، در اسکاتلند به پایان نخواهد رسید.
در مقابل، نهادهای سیاسی بریتانیا تقریباً به شکلی هم‌صدا هشدار می‌دهند که در صورت جدا شدن اسکاتلند، به احتمال زیاد رابطه پولی آن کشور با بریتانیا قطع خواهد شد.
رای مردم اسکاتلند در همه‌پرسی‌ای که در ماه سپتامبر ۲۰۱۴ برگزار شد، علاوه بر استقلال سیاسی، ممکن بود سرنوشت پوند را نیز تغییر دهد.
دراین جمع انگاری ارزهای باارزش دیگری همچون ریالِ عربستان سعودی ،دینارکویت ودرهم ودینار های متداول وارزش باری چدن امارات عربی متحده وقطر،،، لحاظ نشده است ویااینکه بنا آمار رسمی بانک جهانی پول وقتی که قریب به بیش از یک دهه است که اقتصادِ کشور جمهوری خلق چین،دومین اقتصاد پویای جهان است وهمچنین، علیرغم دانسته های جهانی روبلِ روسیه طی ۳۵ سال[[[ ازفروپاشی نظام کمونیستیِ اتحادجماهیر شوروی دردهه ۹۰ میلادیِ قرنِ پیشین]]] بالاترین رشد اقتصادی دربینِ تمامی ۲۰۷ کشورجهان راداراست((( به شکلی که روسیه پس ازفروپاشی نظام سیاسی تزاریته،کمونیستاریته،.... ))) درکشور روسیه... که صفِ ۲ ونیم کیلومتری برای خریدِ یک همبرگر مک دونالد ایجاد میشد،، در زمستان 1991 ،،، حال همان کشورِ فقیر وپوسیده ازفرسایش ۱۰۰۰ ساله رومانوف ها و۷۵ ساله [[[ 1916/// 1991 ]]] ظهورِ لنین ایستاتیزم واستالینتا تیکا،،، تا افولِ گروباچفاتیکتیک ،،، به دورانِ شکوهی وارد گشته که بلاشک در گذار ۲ دهه یی پیش رو ،،، روسیه وچین ۸۵ درصد از اقتصاد پویای جهان را در سالِ 2045>2050 فراروی خویش خواهند داشت، دیگر ازاجناس ضعیف وبی کیفیتِ چینی و اقتصاد حجیم وبی سودِ روسیه خبری نیست واین هردو سردمدار اقتصادهای پویایی خواهند بودودر پسِ رده های خویش کشورهایی چون برزیل وهند وایران را می بینند ودراین ردیف سنجی ها ایالات متحده آمریکا وفرانسه وآلمان وبریتانیا وکانادا وسایر 10 قدرتِ اقتصادی پیش رو امروز در پسا رده های دست ۲ و۳ جهان آن روزگارانند. آفریقایی ها و آسیایی ها ونوظهور اقتصادهای شکوفنده یی برآنها پیشی خواهند گرفت که در ابتدای قرن بیستم درهیچ ترازی جای نداشته اند::: SHAPOURBARATI,,, 2025 MAY 15,,, SOUTH WEST OF IRAN,,,AHVAZ ... KHOUZESTAN